# Red, White & Crüe
Red, White & Crüe é a sexta coletânea musical lançada pela banda norte-americana de heavy metal, Mötley Crüe. O álbum foi lançado em 1 de Fevereiro de 2005 pela gravadora Hip-O. Red, White & Crüe possui dois discos, totalizando 37 faixas. Chegou à 6ª colocação na billboard 200, à mesma colocação na Top Internet Albums, e à 2ª na Top Canadian Albums.

## Faixas
Disco 1
1. "Live Wire" - 3:15
2. "Piece of Your Action" - 4:40
3. "Toast of the Town" - 3:32
4. "Too Fast for Love" - 3:21
5. "Black Widow" - 4:26
6. "Looks That Kill" - 4:08
7. "Too Young to Fall in Love" [Remix] - 3:39
8. "Helter Skelter" - 3:12
9. "Shout at the Devil" - 3:14
10. "Smookin' in the Boys' Room" - 3:27
11. "Use it or Lose it" - 2:38
12. "Girls, Girls, Girls" - 4:29
13. "Wild Side" - 4:38
14. "You're All I Need" - 4:34
15. "All in the Name of..." - 3:40
16. "Kickstart my Heart" - 4:43
17. "Without You" - 4:29
18. "Don't Go Away Mad [Just Go Away]" - 4:40
19. "Same Ol' Situation [S.O.S.]" - 4:14
20. "Dr. Feelgood" - 4:48

Disco 2
1. "Anarchy in the U.K." - 3:21
2. "Primal Scream" - 4:47
3. "Home Sweet Home" ['91 Remix] - 4:02
4. "Hooligan's Holiday" [Brown Nose Ed] - 5:20
5. "Misunderstood" [Successful Format] - 4:58
6. "Planet Boom" - 3:23
7. "Bittersuite" - 3:19
8. "Afraid" [Alternative Rave Remix] - 4:08
9. "Beauty" - 3:46
10. "Generation Swine" - 4:40
11. "Bitter Pill" - 4:26
12. "Enslaved" - 4:31
13. "Hell on High Heels" - 4:16
14. "New Tattoo" [Single Version] - 4:02
15. "If I Die Tomorrow" - 3:41
16. "Sick Love Song" - 4:18
17. "Street Fighting Man" - 3:31